# 飛騨学寮
飛騨学寮は、1909年から1941年まで東京都文京区に存在した学生寮。

## 概要
小石川区表町109番地（現・東京都文京区小石川）に位置した。吉城郡阿曽布村の商人・大坪善右衛門や陸軍中将・押上森蔵などの飛騨出身者の尽力により、財団法人組織として1909年2月に設立された。付近には石川県の明倫館（現・石川富山明倫学館）や鳥取県の久松学舎（現・鳥取県学寮明倫館）もあった。飛騨は高山を中心に富裕な町商人の集団があり、明治に入って東京遊学を目指す地元青年たちのために宿舎整備の必要度が高かったため、岐阜県下では先駆けて学生寮が開設された。東京帝国大学教授の牧野英一が理事長を務め、その弟である牧野良三が理事を務めた。良三は当初東京帝国大学に在学中であった。良三は初代寮監も務め、後に第4代岐阜県学寮理事長も務めた。
飛騨会と飛騨学寮の世話人は概ね同じ顔振れであり、在京飛騨人と緊密な関係を持った。毎年2月11日に開催される創立記念祭は在京飛騨人が集う年中行事であった。ここでは飛騨の物産が振舞われたり、学生の演芸が開かれるなど活況を呈した。1916年には濃飛学寮（後の岐阜県学寮）が設立されたが、双方の寮の間に厳密な区別はなく、岐阜県はこの二つの学寮に毎年補助金を交付していた。濃飛学寮はその名の通り岐阜県下の学生を対象にしていたが、飛騨出身学生の多くは飛騨学寮に入寮し、濃飛学寮に入寮するのはわずかだった（牛丸福作によれば通算3人程度）。1919年に文部省に財団法人の申請を行う。
1936年より、建物の腐朽のため閉鎖の状態が続いた。法人は解散せずに再起を図ったが、戦時下の1941年12月、閉鎖される。戦災のために旧学寮役員宅などに保存されていた関係資料は消失した。通算の卒寮生は200名程度であった。1953年、濃飛学寮と飛騨学寮を統合する形で岐阜県学寮が設立された。

## 設備
- 2階建・総坪120坪
- ６畳12室・定員24人
- 寮監室・集会室・食堂・賄室

定員を超過し寮生が30人を超えることもあった。集会室が広く、私室は寝室と休憩室に当てることを建前としていた。これは初代寮監の牧野良三の案であり、この趣旨は戦後の岐阜県学寮にも引き継がれた。

## 出身者
- 牧野良三：大野郡高山町上向町出身。初代寮監、理事。立憲政友会、後に自由民主党の政治家。
- 瀧井孝作：大野郡高山町馬場通出身の小説家、俳人。早稲田大学聴講生となった後の1916年1月に移り住む[3]。

## 関係者
- 大坪善右衛門：吉城郡阿曾布村出身の商人。神田一ツ橋に住み、飛騨から上京した学生、職を求めて上京する飛騨出身者の世話をしていた。学寮の必要性を説き創設に奔走した。
- 押上森蔵：大野郡高山町向町出身の陸軍軍人。最終階級は陸軍中将[4]。学寮の設立に貢献。建設地は森蔵が買い、それを学寮が借り入れるという形式であった。後に濃飛学寮の設立にも尽力する。
- 牛丸福作：吉城郡船津町（現・飛騨市）出身の海軍軍人。最終階級は海軍中将。理事を務め、有力な後援者だった。1923年に学寮の隣に居を構え、寮生の世話もした。後に濃飛学寮の再建及び岐阜県学寮の開設にも協力し、岐阜県学寮第5代理事長の加藤於兎丸から「提督」と呼ばれていた[2]。
- 牧野英一：法学者、政治家。良三の兄で、理事長を務める。
- 渡邊四郎：吉城郡古川町（現・飛騨市）出身。三井物産株式会社取締役などを務めた。学寮の維持発展に貢献[2]。
- 新家猛：吉城郡船津町出身の弁護士、弁理士。学寮幹事として尽力した[2]。
- 大池菅根：寮監を務める。

他に上原清二、原田亮、元田修三らも理事として寮に貢献した。